# Nes, Vágur
Nes este un oraș din Insulele Faroe.